# Ciudad vieja de Berna
La Ciudad Vieja (en alemán: Altstadt) es el centro de la ciudad medieval de Berna, Suiza. Construida sobre una estrecha colina rodeada por tres lados por el Río Aar, su diseño compacto se ha mantenido prácticamente sin cambios desde su construcción, desde el siglo XII hasta el siglo XV. La antigua ciudad de Berna ha conservado su carácter medieval a pesar de un gran incendio en 1405, después del cual gran parte de la ciudad fue reconstruida en piedra arenisca y se llevaron a cabo grandes obras en el siglo XVIII.
La Ciudad Vieja alberga la catedral más alta de Suiza, así como otras iglesias, puentes y una gran colección de fuentes renacentistas. Además de muchos edificios históricos, las sedes de los gobiernos federal, cantonal y municipal también están situados en la Ciudad Vieja. Es un sitio declarado Patrimonio de la Humanidad por la UNESCO desde 1983 debido al núcleo medieval generalmente intacto, y es un excelente ejemplo de incorporación del mundo moderno a una ciudad medieval. Numerosos edificios en la Ciudad Vieja han sido designados como Propiedades Culturales Suizas de Importancia Nacional, así como toda la Ciudad Vieja.

## Historia
Los primeros asentamientos en el valle del Aar se remontan al período Neolítico. Durante el siglo II a. C., el valle fue colonizado por los helvecios. Tras la conquista romana de Helvetia, se estableció un pequeño asentamiento romano cerca de la Ciudad Vieja. Este asentamiento fue abandonado durante el siglo II a. C. Desde ese momento hasta la fundación de Berna, el área permaneció escasamente poblada.
Fundada en 1191 por el duque Berchtold V de la casa Zähringen en una colina rodeada por el Aar, ofrece una protección natural por tres lados, y el cuarto lo está por la muralla, la Torre del Reloj y los fosos. El plano fue elaborado de acuerdo con un principio urbanístico excepcionalmente claro. 
Al extinguirse la casa de Zähringen en 1218, la ciudad pasó a ser libre y obtuvo los privilegios del emperador Enrique IV. La ciudad fue reconstruida en 1405 después de un grave incendio.

## Edificios significativos
Si bien todo el casco antiguo de Berna es Patrimonio de la Humanidad por la UNESCO, hay una serie de edificios y fuentes dentro de la ciudad que merecen una mención especial. Todos estos edificios también se enumeran en el Inventario Suizo de Bienes Culturales de Importancia Nacional y Regional.

### Catedral

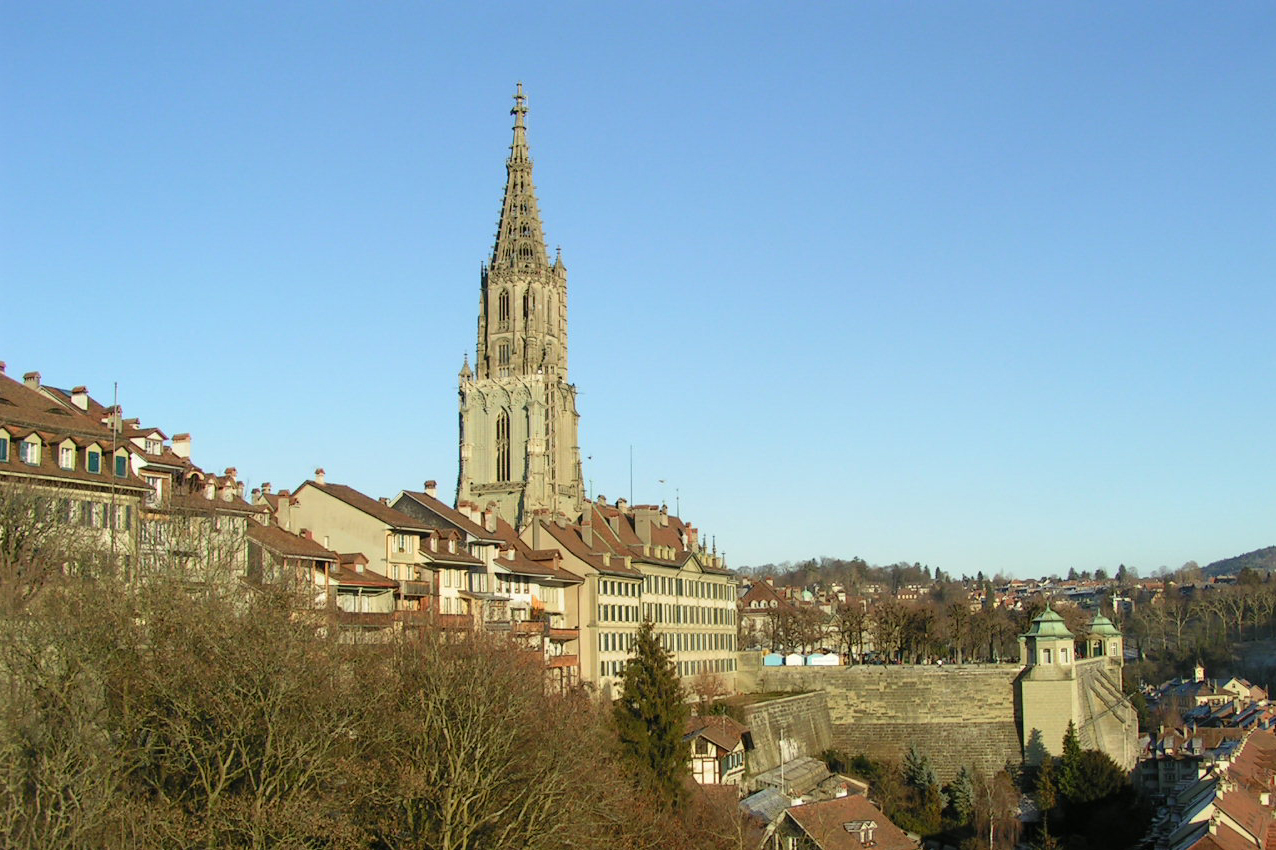
La catedral de Berna vista desde el puente de Kirchenfeld, mostrando el campanario y la gran terraza

La catedral de Berna (en alemán: Berner Münster) es una catedral protestante gótica, ubicada en el lado sur. La construcción comenzó en 1421 y terminó con el campanario en 1893. El campanario tiene 100 mnbsp; de altura, siendo el más alto de Suiza. La campana más grande en el campanario es también la campana más grande de Suiza. Esta enorme campana, que pesa alrededor de 10 toneladas y tiene 247 cm de diámetro, se fundió en 1611 y aún se usa cada día.
Sobre la portada principal hay una colección de esculturas góticas. La colección representa la creencia cristiana en el Juicio Final, donde los impíos serán separados de los justos. Las 47 grandes estatuas independientes son réplicas (las originales están en el Museo de Historia de Berna) y las 170 estatuas más pequeñas son todas originales.
El interior es grande, abierto y bastante vacío. Casi todo el arte y los altares de la catedral se eliminaron en 1528 durante la iconoclasia de la Reforma protestante. Las pinturas y estatuas fueron llevadas a lo que se convirtió en la terraza de la catedral, haciendo de la terraza un rico sitio arqueológico. Las únicas obras de arte importantes que sobrevivieron a la iconoclasia dentro de la catedral son las vidrieras y la sillería del coro.
Las vidrieras datan de 1441–1450 y se consideran las más valiosas de Suiza. Las ventanas incluyen una serie de símbolos heráldicos e imágenes religiosas, así como toda una ventana para la "Danza de la muerte". Esta ventana muestra la muerte, como un esqueleto, reclamando personas de todas las profesiones y clases sociales. La "Danza de la muerte" pretendía ser un recordatorio de que la muerte llegaría a todos, independientemente de su riqueza o estatus, y podría haber sido un consuelo en un mundo lleno de plagas y guerras.
El coro, en el lado oriental de la catedral entre la nave y el presbiterio, alberga la primera sillería de un coro renacentista en Suiza. La sillería está tallada con animales reales e imágenes de la vida cotidiana.

### Zytglogge
La Zytglogge es la histórica torre del reloj medieval de la Ciudad Vieja de Berna. Existe desde alrededor de 1218-1220 y es uno de los símbolos más reconocibles de Berna. El nombre Zyglogge es una expresión en alemán de Berna y se traduce como Zeitglocke en alemán estándar o campana del tiempo en inglés. La "campana del tiempo" fue uno de los primeros dispositivos públicos de cronometraje, que consistía en un mecanismo de reloj conectado a un martillo que tocaba una pequeña campana cada hora completa. El reloj de la Zytglogge es uno de los tres relojes más antiguos de Suiza.

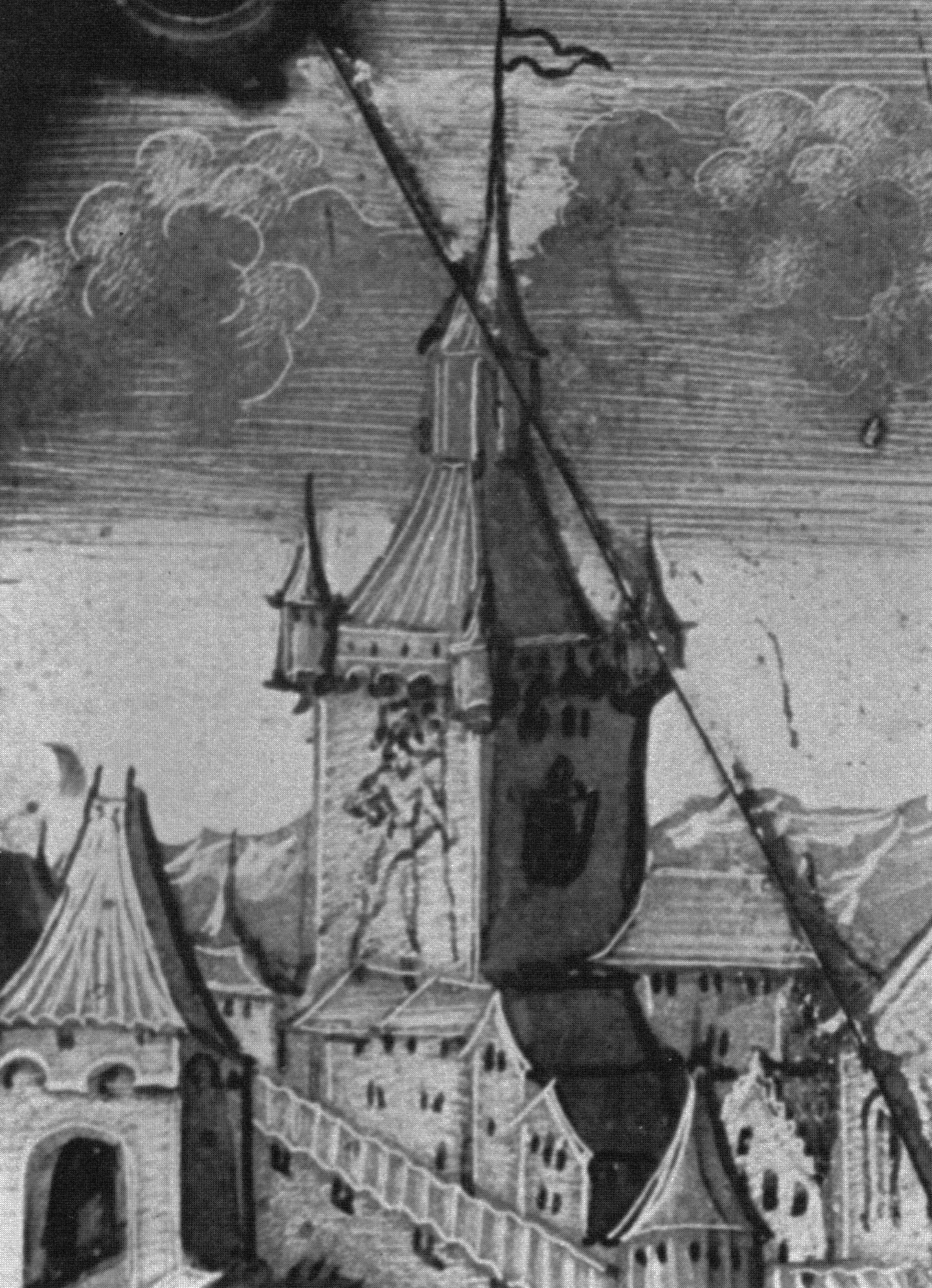
La Zytglogge como se muestra en una pintura sobre vidrio de 1542.

Tras la primera expansión de Berna, la Zytglogge fue la torre de la puerta de las fortificaciones occidentales. En este momento, era una torre de aproximadamente 16 m de altura que estaba abierta en la parte posterior. Durante la segunda expansión, hasta Käfigturm, la torre fue relegada a segunda línea. Alrededor de 1270–1275, se agregaron 7 m adicionales a la torre para permitirle superar a las casas circundantes. Después de la tercera expansión, hasta Christoffelturm, la Zytglogge se convirtió en una prisión para mujeres. Entonces, la Zytglogge también recibió su primer techo inclinado.
En el gran incendio de 1405, la torre resultó completamente destruida. El daño estructural no se repararía completamente hasta 1983. Las celdas de la prisión fueron abandonadas y se instaló un reloj encima de la puerta. Este reloj, junto con una campana en 1405, dio a la torre el nombre de Zytglogge. A finales del siglo XV, la torre estaba decorada con cuatro pequeñas torres de esquinas decorativas y símbolos heráldicos. El reloj astronómico se completó a su estado actual en 1527-1530. Además del reloj astronómico, la Zytglogge tiene un grupo de figuras mecánicas. Tres minutos antes de la hora, las figuras -un gallo, un tonto, un caballero, un gaitero, un león y osos- realizan un espectáculo. Los animales se persiguen, el tonto toca las campanas y el gallo canta. Durante el día, es común ver grupos de espectadores alrededor del pie de la Zytglogge esperando que empiece el espectáculo.
El exterior de la Zytglogge fue repintado por Gotthard Ringgli y Kaspar Haldenstein en 1607-10, quienes introdujeron las grandes caras del reloj que ahora dominan las fachadas este y oeste de la torre. Las torres de las esquinas se retiraron en algún momento antes de 1603. En 1770–71, la Zytglogge fue renovada por Niklaus Hebler y Ludwig Emanuel Zehnder, quienes reformaron la estructura para satisfacer los gustos del barroco tardío, dando a la torre su perfil contemporáneo.
Rudolf von Steiger volvió a pintar ambas fachadas en estilo Rococó en 1890. El diseño fue rechazado en el siglo XX, y en 1929 se hizo un concurso que dio lugar al diseño actual de la fachada: en la fachada oeste, el fresco de Victor Surbek "Beginning of Time" y en la fachada este, una reconstrucción del diseño de 1770 por Kurt Indermühle. En 1981–83, la Zytglogge volvió a ser completamente renovada y en general fue restaurada a su apariencia de 1770.

### Edificios del parlamento

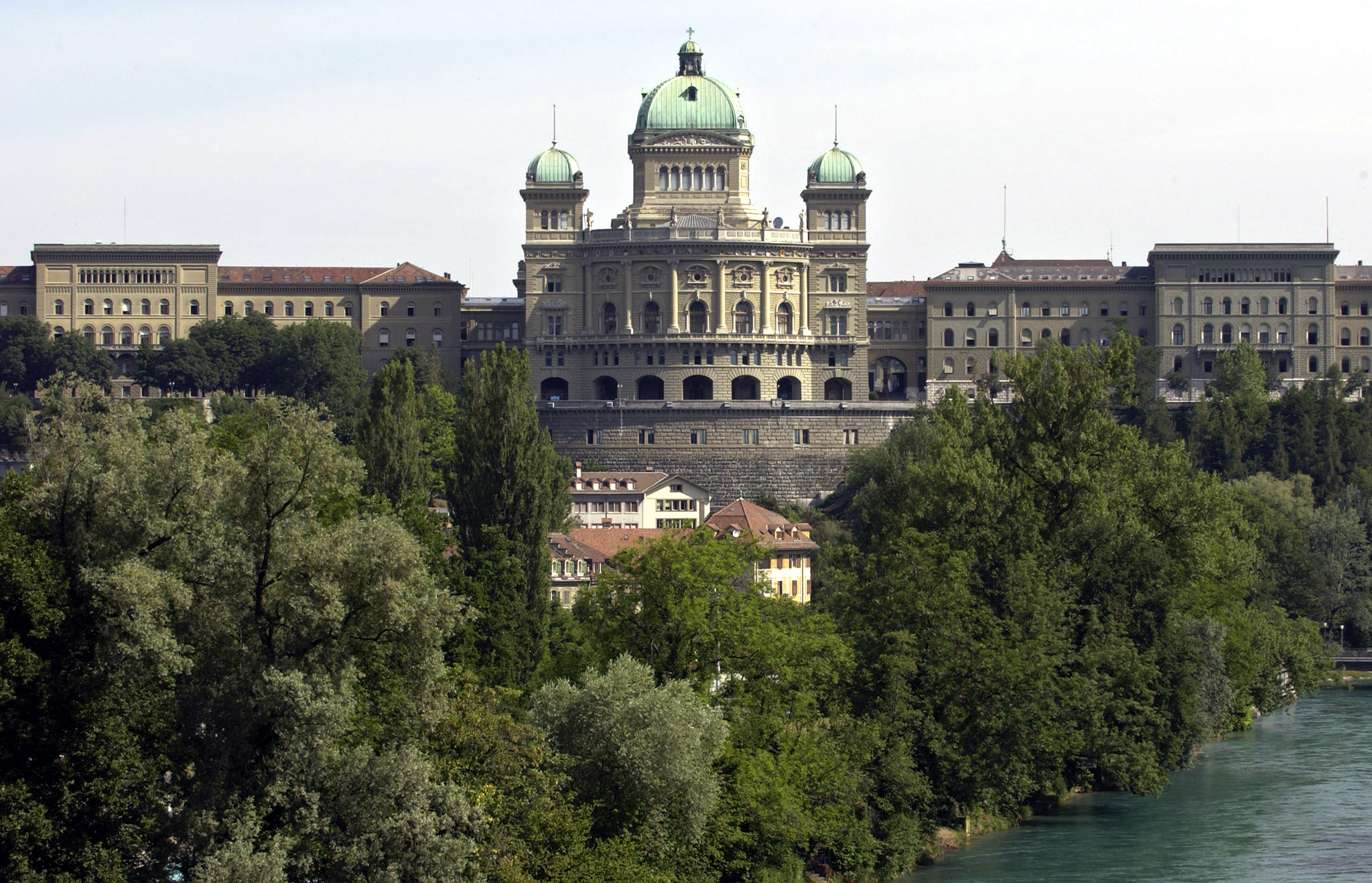
Cara sur del edificio del Parlamento desde el otro lado del Aar

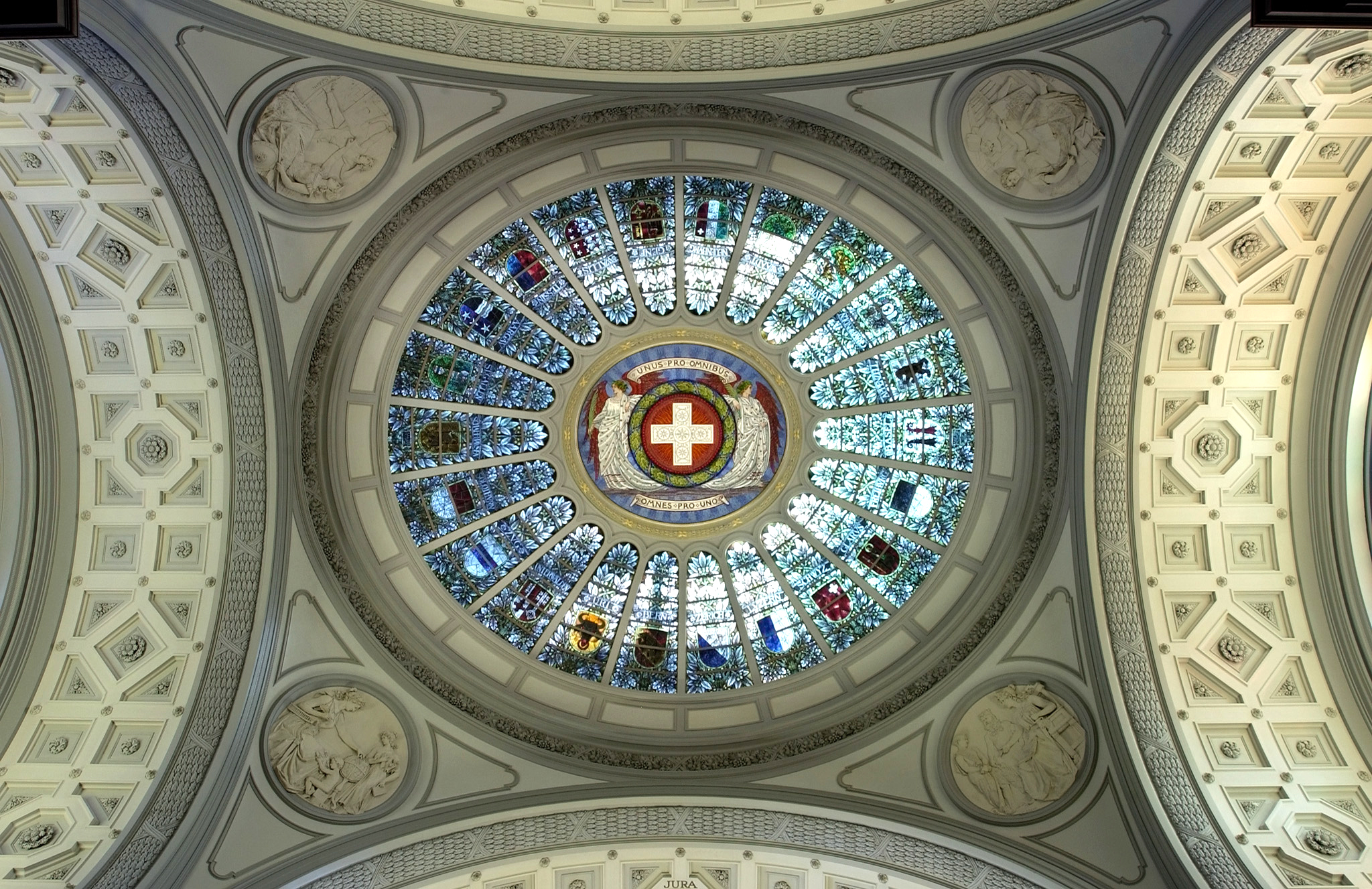
Cúpula del Palacio Federal. El nombre "Jura" se puede leer en la parte inferior de la imagen, que indica dónde se encuentra el escudo de armas del Cantón de Jura.

El edificio del Parlamento (en alemán: Bundeshaus, en francés: Palais fédéral, en italiano: Palazzo federale, en latín: Curia Confoederationis Helveticae) está construido a lo largo del extremo sur de la península y se encuentra en la ubicación del antiguo muro Käfigturm. El edificio es utilizado tanto por el Consejo Federal o Ejecutivo de Suiza como por el Parlamento o la Asamblea Federal de Suiza. El complejo incluye el Bundeshaus West (construido en 1852–57), el edificio central del Parlamento (de 1894–1902) y el Bundeshaus Ost (de 1884–1892). En 2004, se construyó una fuente en la plaza central frente al edificio del Parlamento, se pavimentó con losas de granito y tiene 26 chorros de agua, uno por cada cantón. El diseño de la plaza ha ganado dos premios internacionales

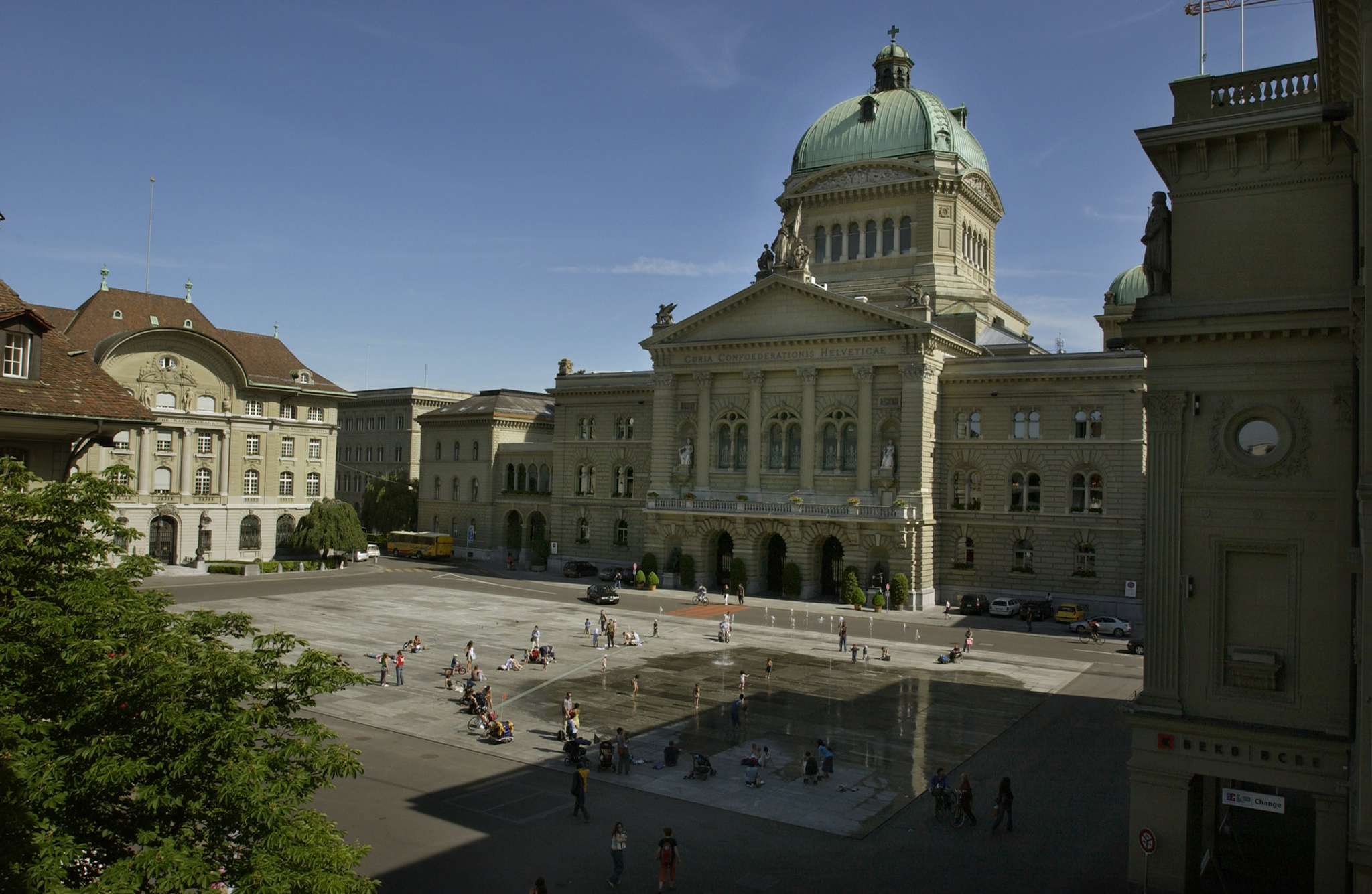
Cara norte del edificio del Parlamento y de la Bundesplatz (Plaza de la Confederación)

El edificio central del Parlamento fue construido para ser muy visible y está cubierto con varias grandes cúpulas de cobre. El interior fue decorado por 38 artistas de todos los rincones del país. Tres temas principales unieron todas las obras. El primer tema, la historia nacional, está representado por eventos y personas de la historia suiza, tales como el Juramento de Rütli o la fundación de Suiza en 1291 y figuras como Guillermo Tell, Arnold von Winkelried y Nicholas von der Flüe. El segundo tema son los principios fundamentales sobre los que se fundó Suizaːindependencia, libertad, separación de poderes gubernamentales, orden y seguridad. El tema final es la variedad cultural y material de Suiza. 

### Puente Untertor

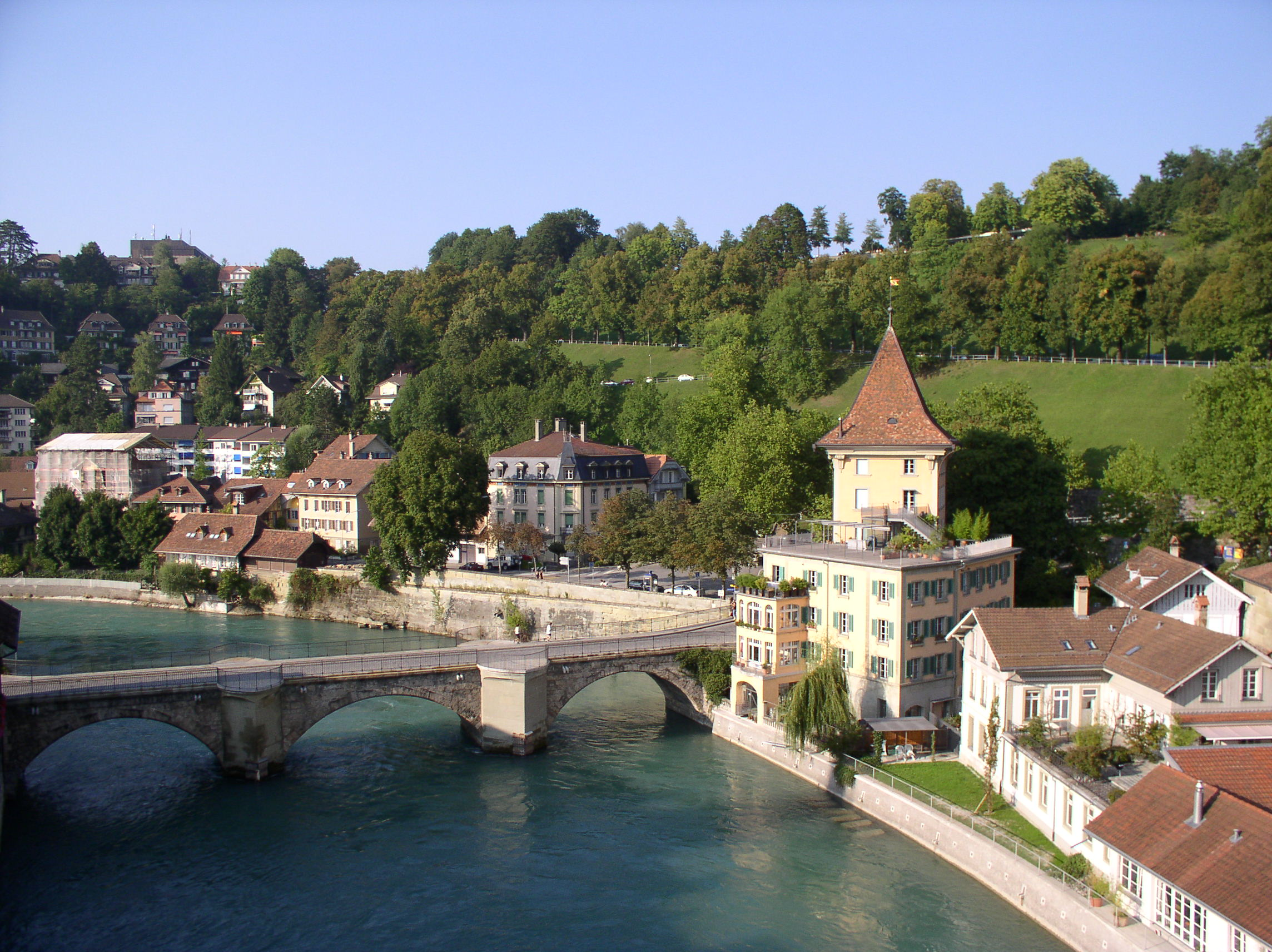
El puente deUntertor en 2005

El Untertorbrücke,  o puente de la puerta de abajo, es el puente más antiguo de Berna que aún existe. El puente original, probablemente una pasarela de madera junto a una puerta de las murallas, se construyó en 1256 y se prolongó por el Aar en la Fortaleza Nydegg. El puente fue destruido por una inundación en el año 1460. Al cabo de un año comenzó la construcción de un nuevo puente de piedra. La pequeña Mariakapelle (La Capilla de María), ubicada cerca de la columna del puente en el lado de la ciudad, fue bendecida en 1467. Sin embargo, el puente no se terminó hasta 1489. El nuevo puente tenía 52 m de largo con los tres arcos que medían 13.5 m, 15.6 m y 13.9 m.  El puente se modificó varias veces, incluida la remoción de los rieles de protección de la piedra que fueron reemplazados por rieles de hierro en 1818–19.
Hasta la construcción del Puente de Nydegg en 1840, el Untertorbrücke fue el único puente que cruzaba el Aar cerca de Berna.

### Iglesia de Nydegg

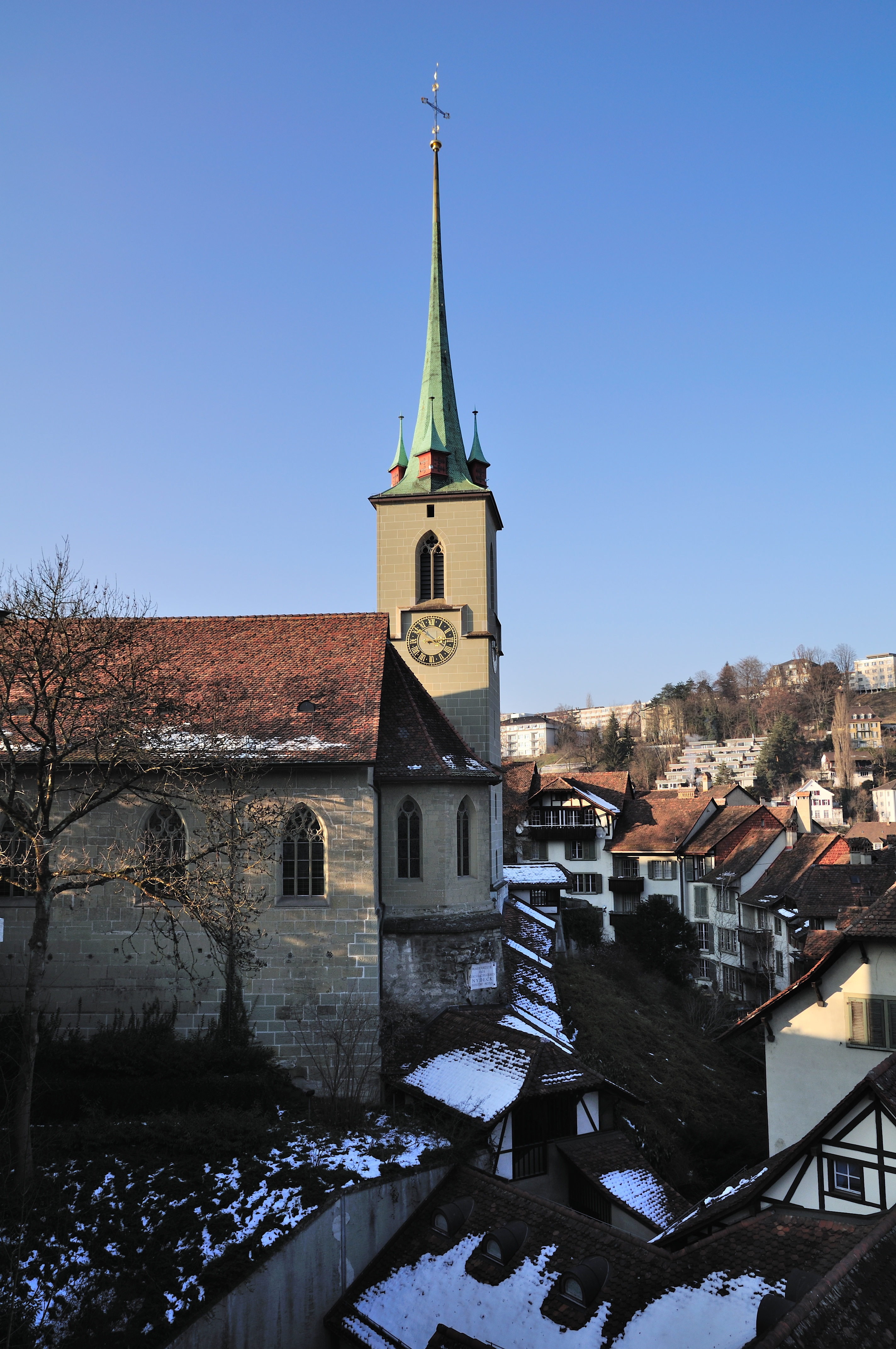
Iglesia de Nydegg

El castillo original de Nydegg fue construido alrededor de 1190 por el duque Berchtold V. de Zähringen o su padre Berchtold IV, como parte de las defensas de la ciudad. Después de la segunda expansión, el castillo fue destruido por los ciudadanos de Berna en 1268. El castillo estaba ubicado donde ahora se encuentra el coro de la Iglesia, con la torre situada en la esquina sur del torreón. 
Desde 1341 hasta 1346 se levantó una iglesia con un pequeño campanario sobre las ruinas del castillo. Luego, entre 1480 y 1483 se añadió una torre a la iglesia. La nave central fue reconstruida en 1493 a 1504. En 1529, después de la Reforma, la Iglesia Nydegg sirvió como almacén de madera y grano. Más tarde, en 1566, la iglesia fue utilizada de nuevo para servicios religiosos.

### Iglesia del Espíritu Santo

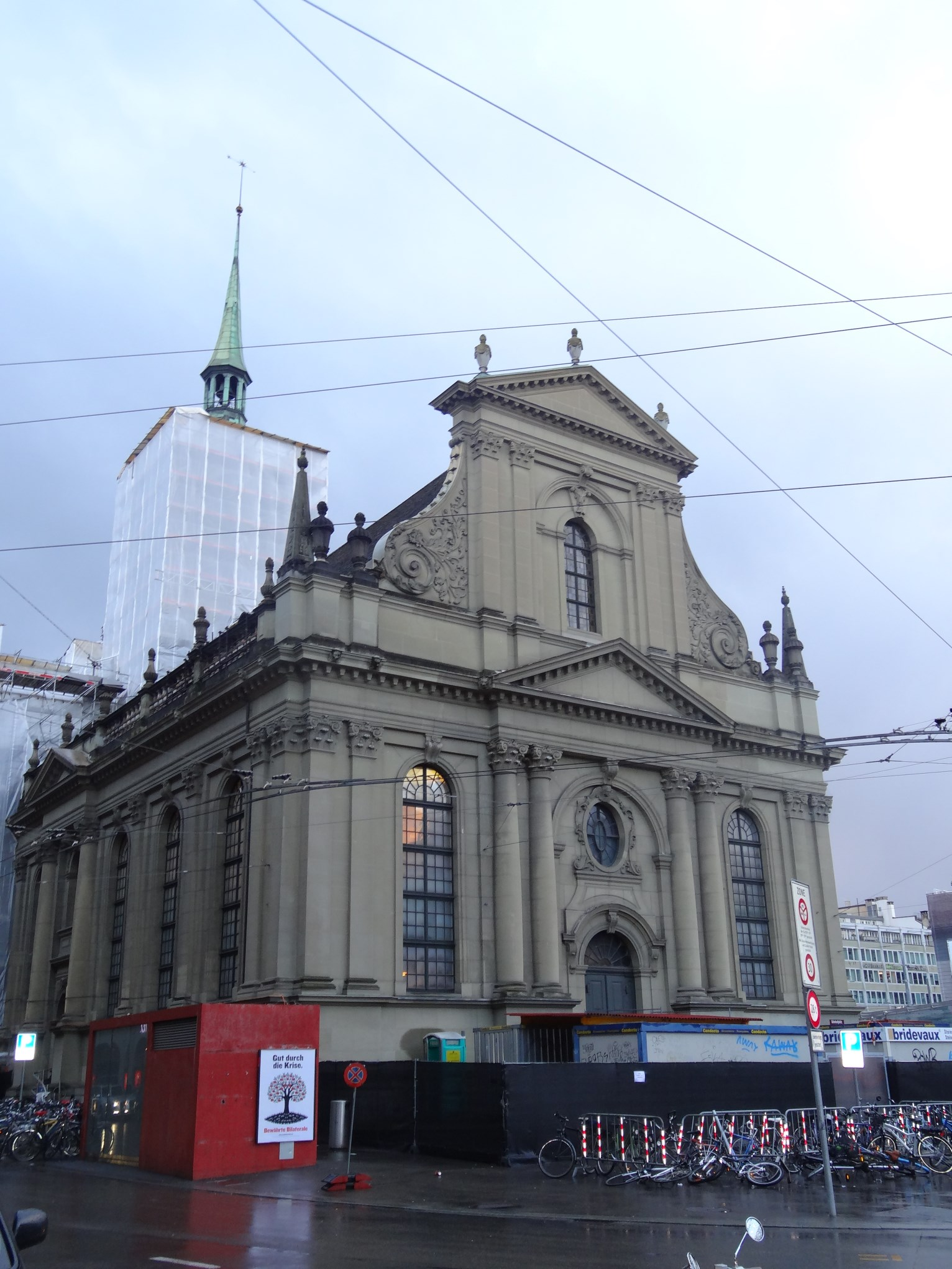
Iglesia del Espíritu Santo

La Iglesia del Espíritu Santo (en alemán: Heiliggeistkirche) es una iglesia protestante en Spitalgasse 44. Es una de las mayores iglesias reformadas suizas en Suiza. La primera iglesia fue una capilla construida para el hospital y la abadía del Espíritu Santo. La capilla, el hospital y la abadía fueron mencionados por primera vez en 1228 y en ese momento estaba situada alrededor de 150 m fuera de la puerta occidental de la primera muralla de la ciudad. Este edificio fue sustituido por una segunda iglesia entre 1482 y 1496. En 1528 la iglesia fue secularizada por los reformadores, y los últimos dos monjes de la abadía fueron expulsados de Berna. Durante los años siguientes se usó como granero. En 1604 volvieron a celebrarse servicios religiosos, como la iglesia del hospital para el Oberer Spital. La segunda iglesia fue demolida en 1726 para dar paso a un nuevo edificio que fue construido en 1726-1729 por Niklaus Schiltknecht
El primer órgano en la nueva iglesia fue instalado en 1804 y reemplazado en 1933 por un segundo órgano. La iglesia tiene seis campanas, una de los dos mayores fue instalada en 1596 y la otra en 1728. Las otras cuatro campanas fueron fundidas en 1860. El interior se sustenta en 14 columnas monolíticas de piedra arenisca y tiene un púlpito independiente en la parte norte de la nave. Al igual que la Catedral de San Pedro en Ginebra, la Iglesia del Espíritu Santo tiene capacidad para cerca de 2.000 personas y es una de las iglesias protestantes más grande de Suiza.
De 1693 a 1698, el ministro principal del hospital fue el teólogo  pietista Samuel Heinrich König. En 1829 y 1830, el vicario de la iglesia era el poeta Jeremias Gotthelf.

### Fuentes

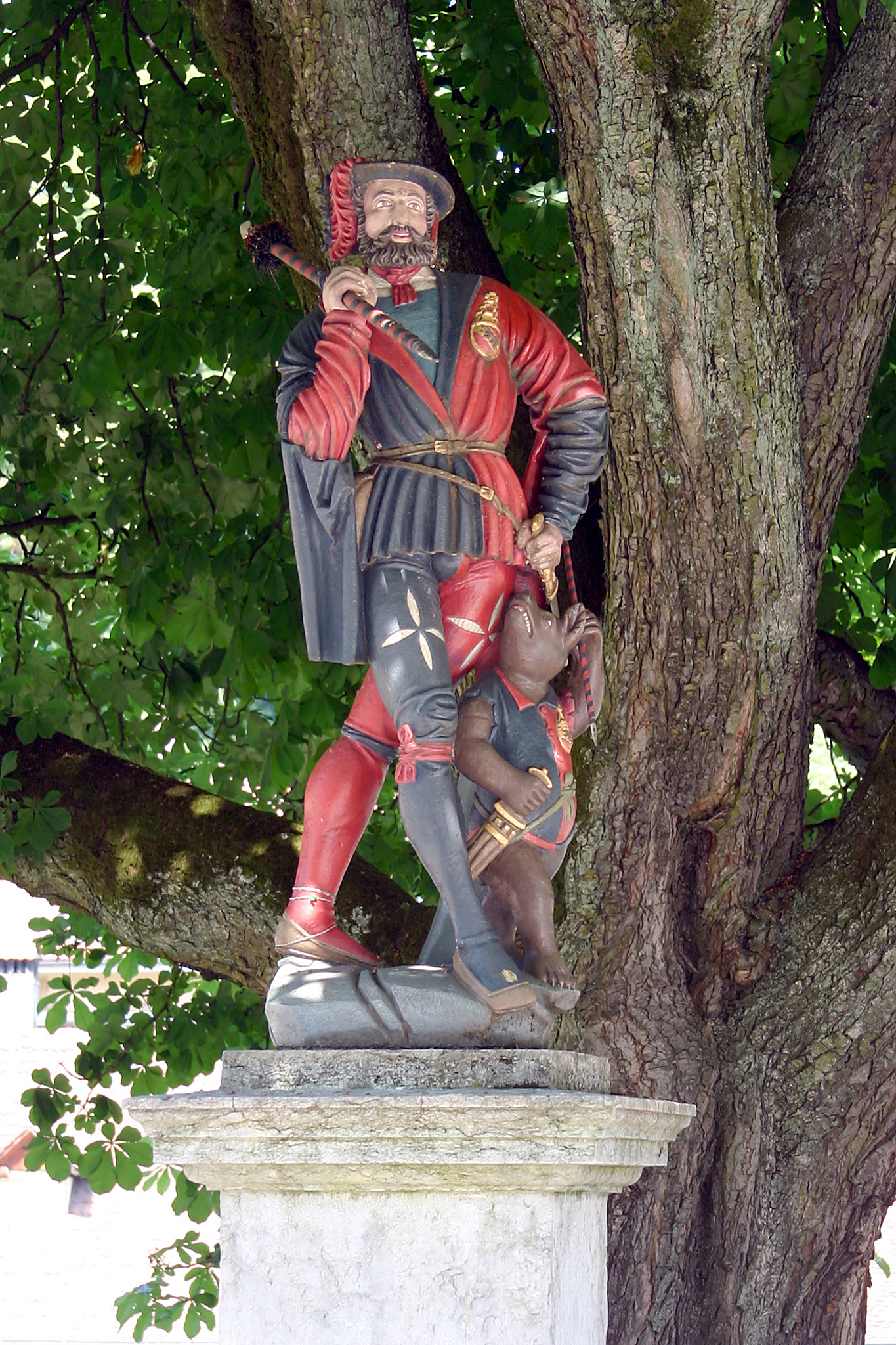
La fuente Läufer o del Corredor
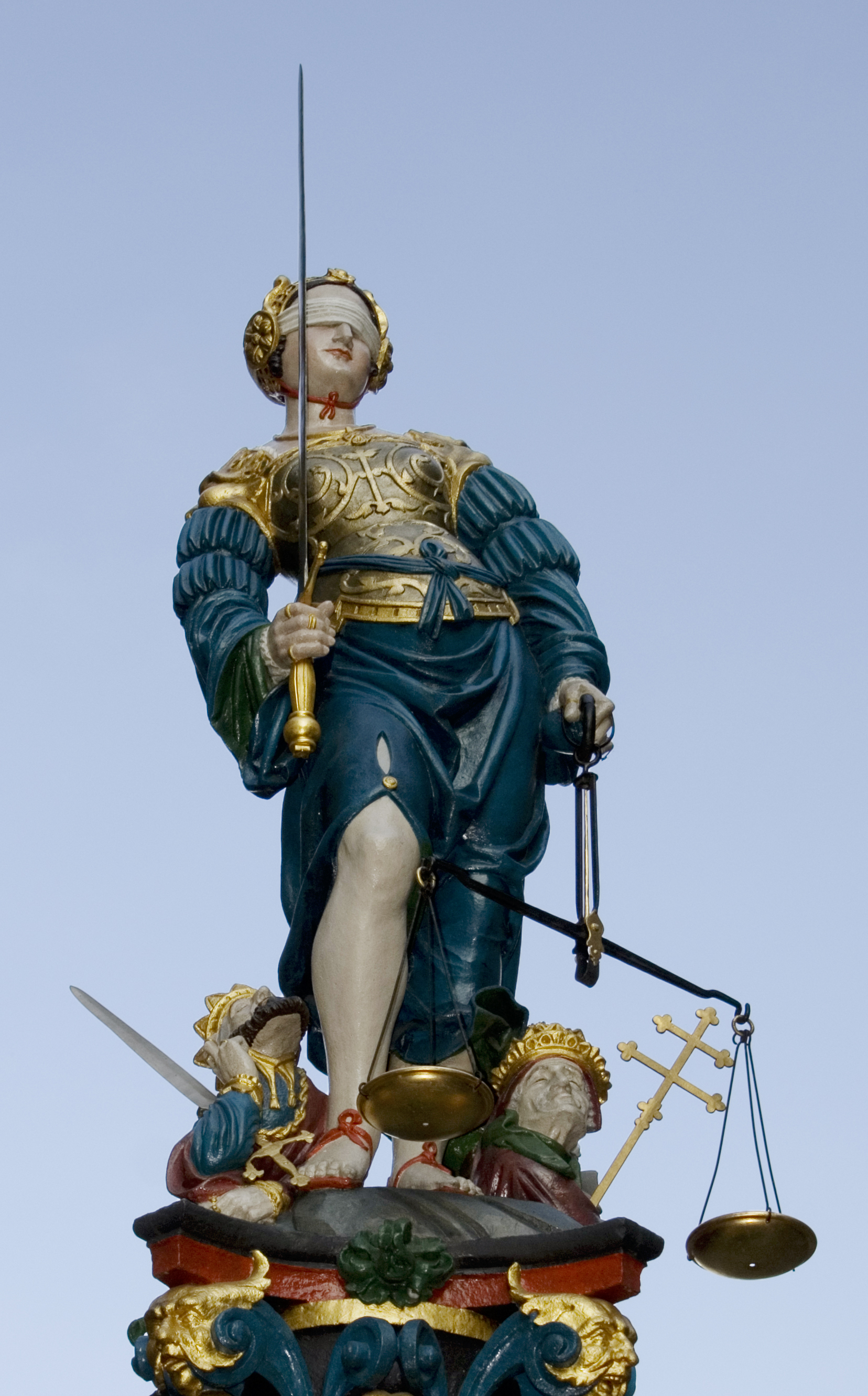
Fuente de la justicia.
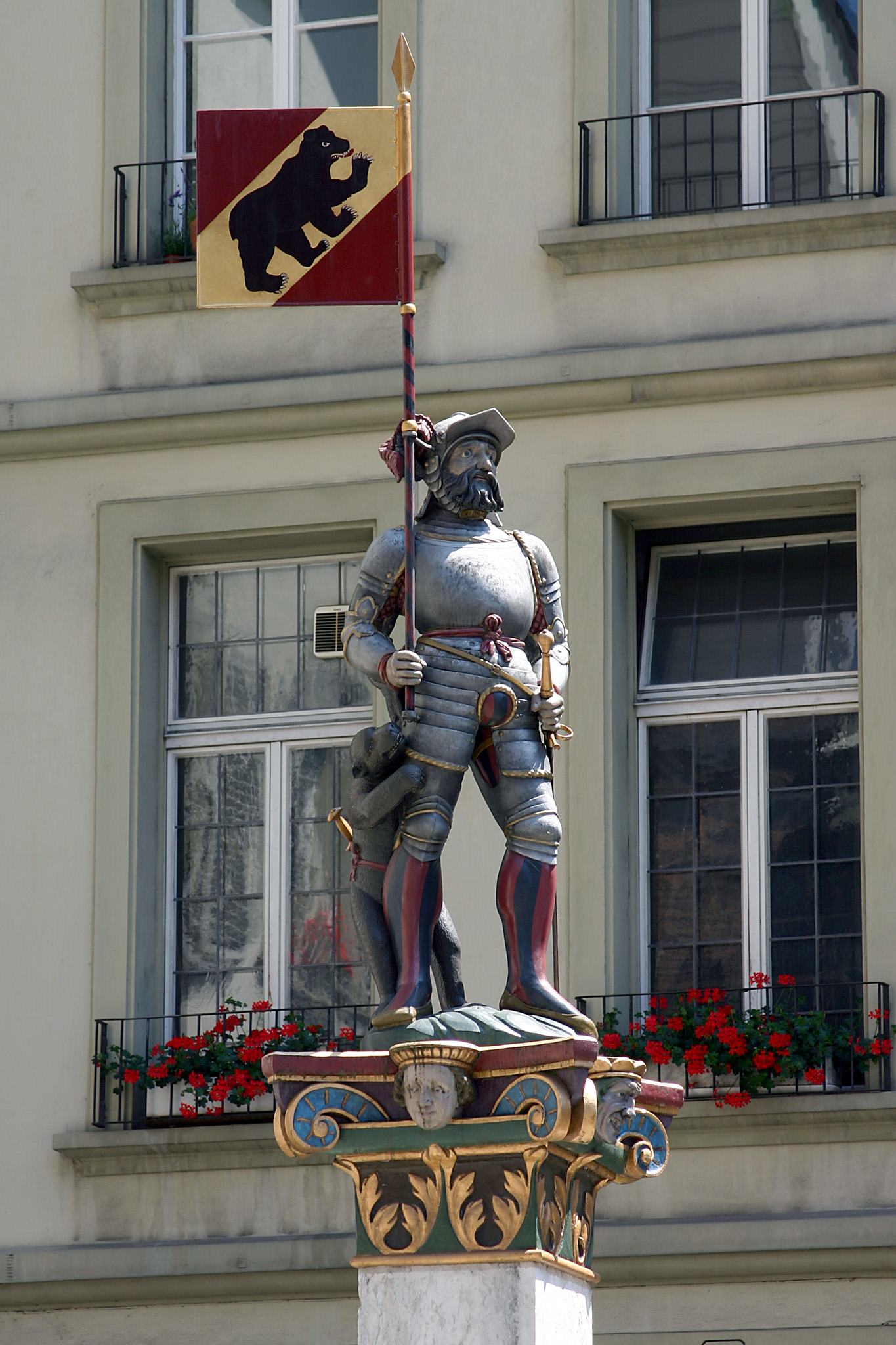
Vennerbrunnen
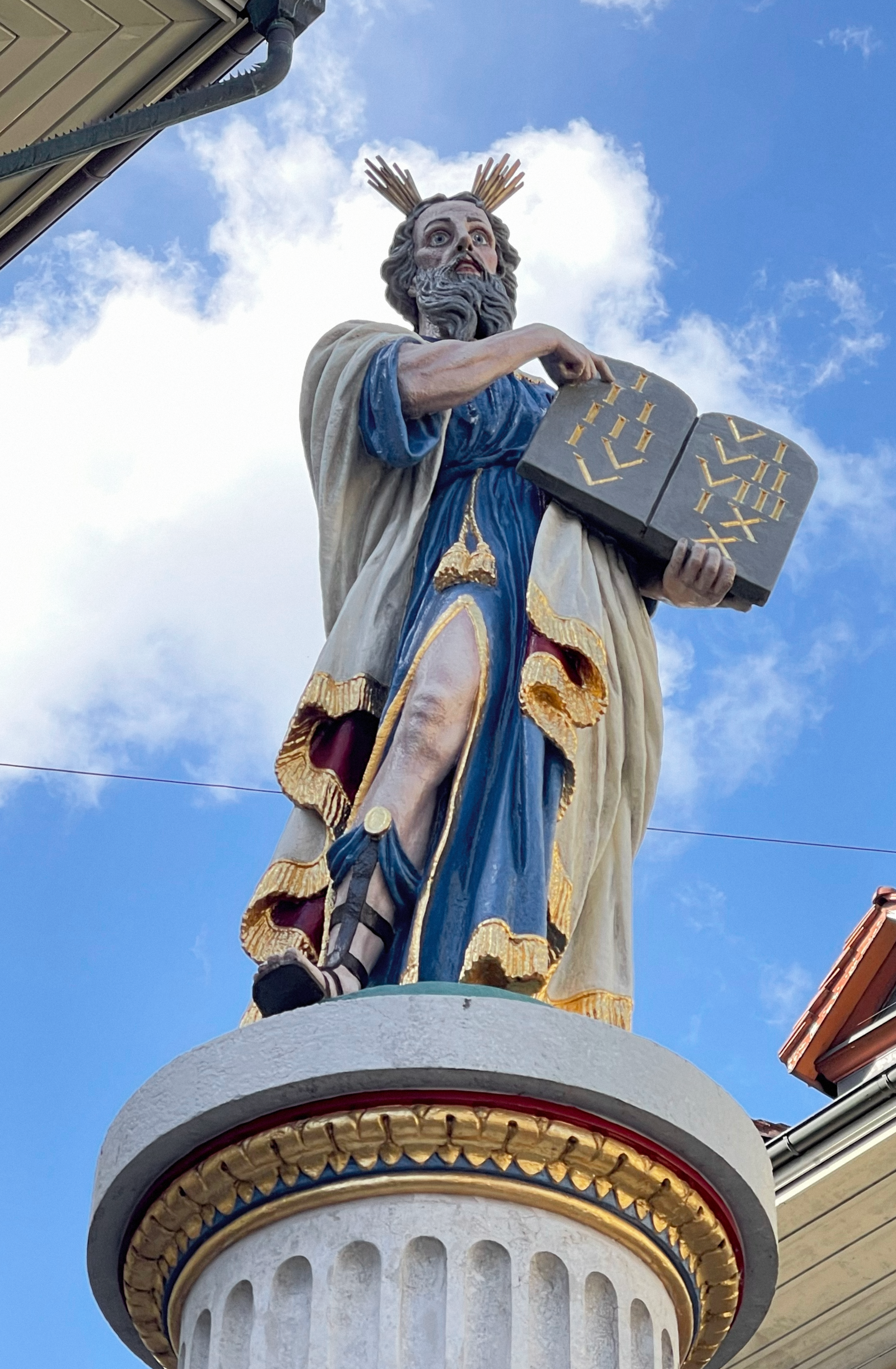
Moisés con los Diez Mandamientos
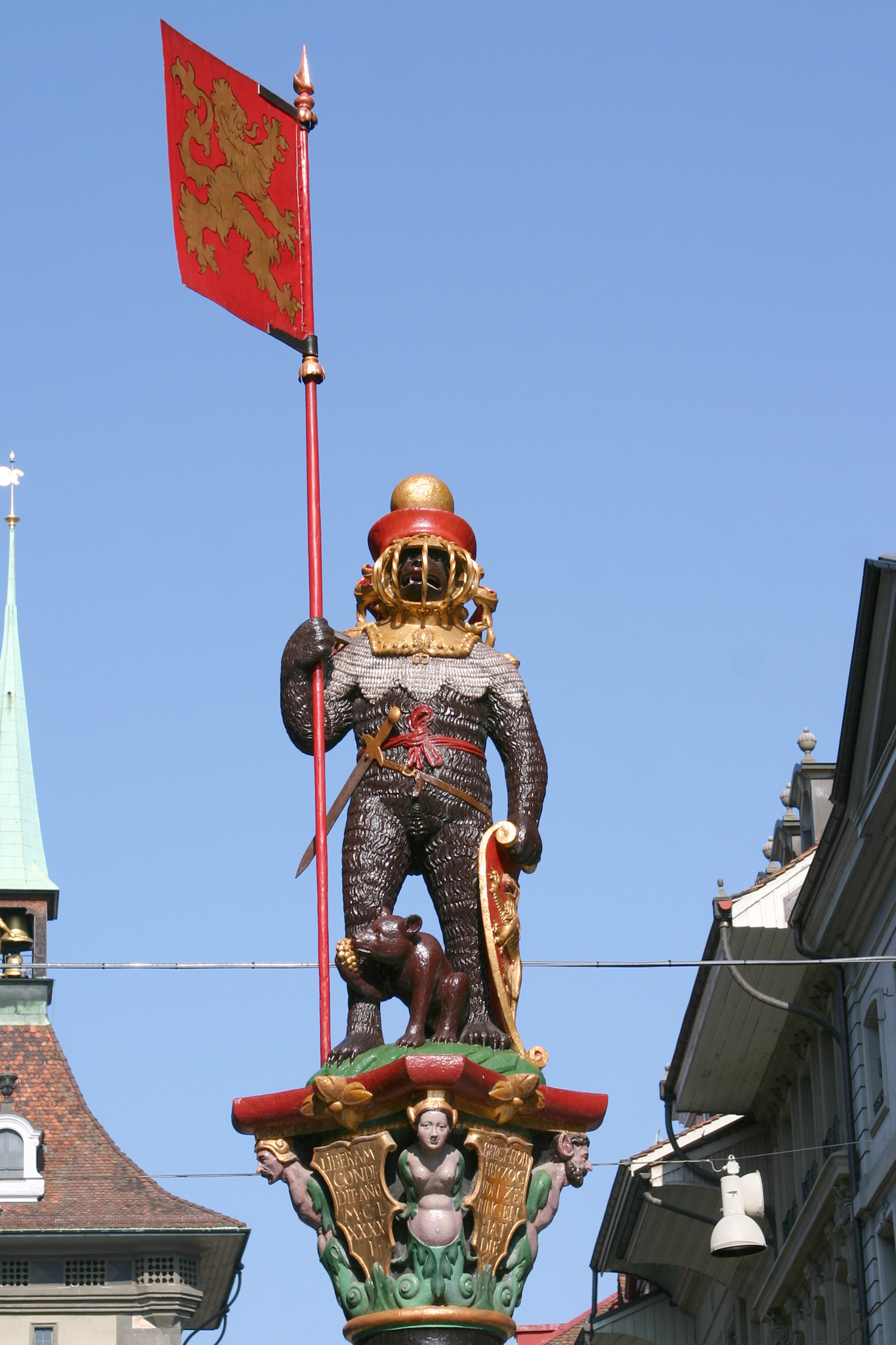
La fuente Zähringer con la Zytglogge en el fondo
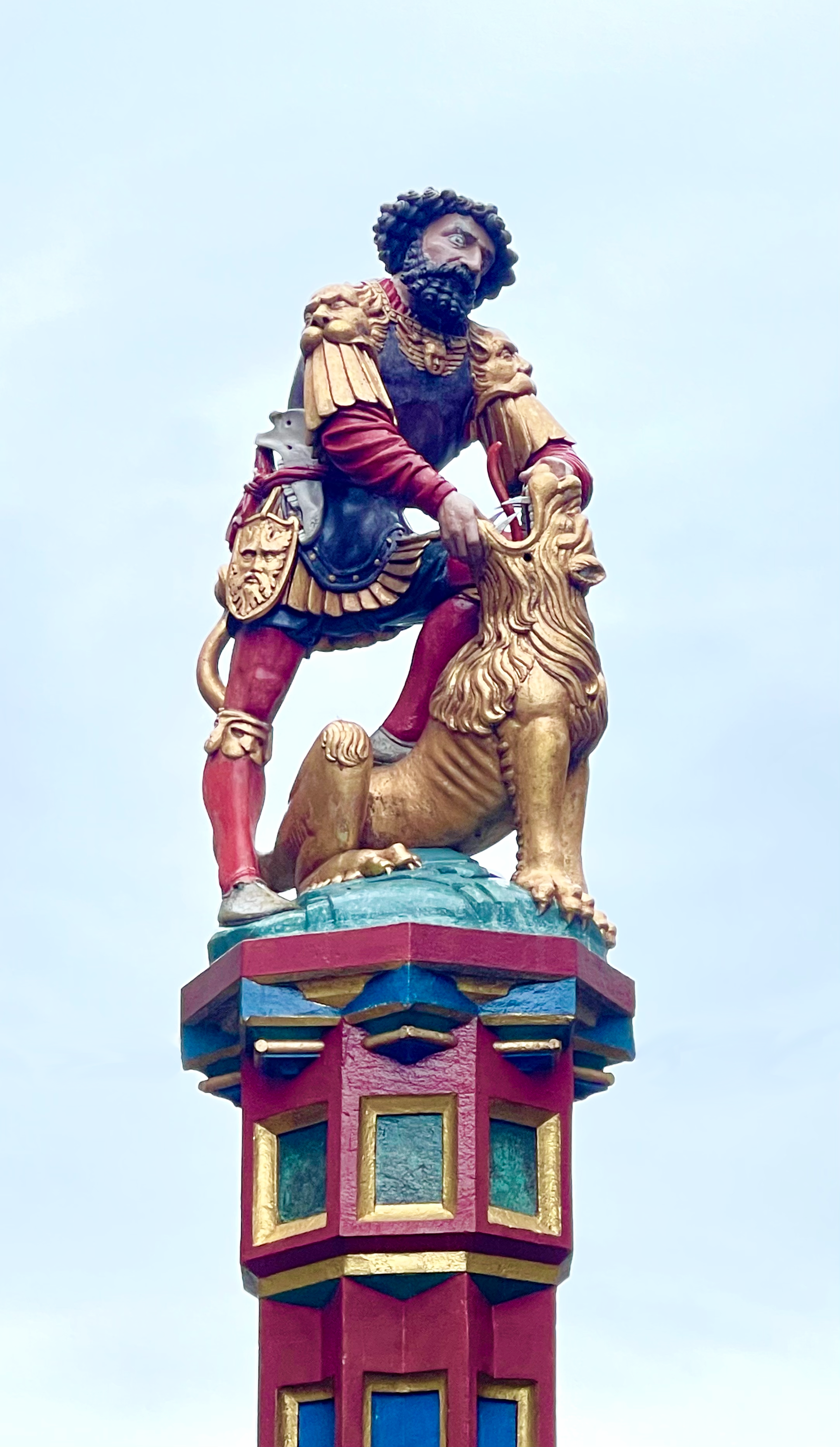
Sansón matando al león
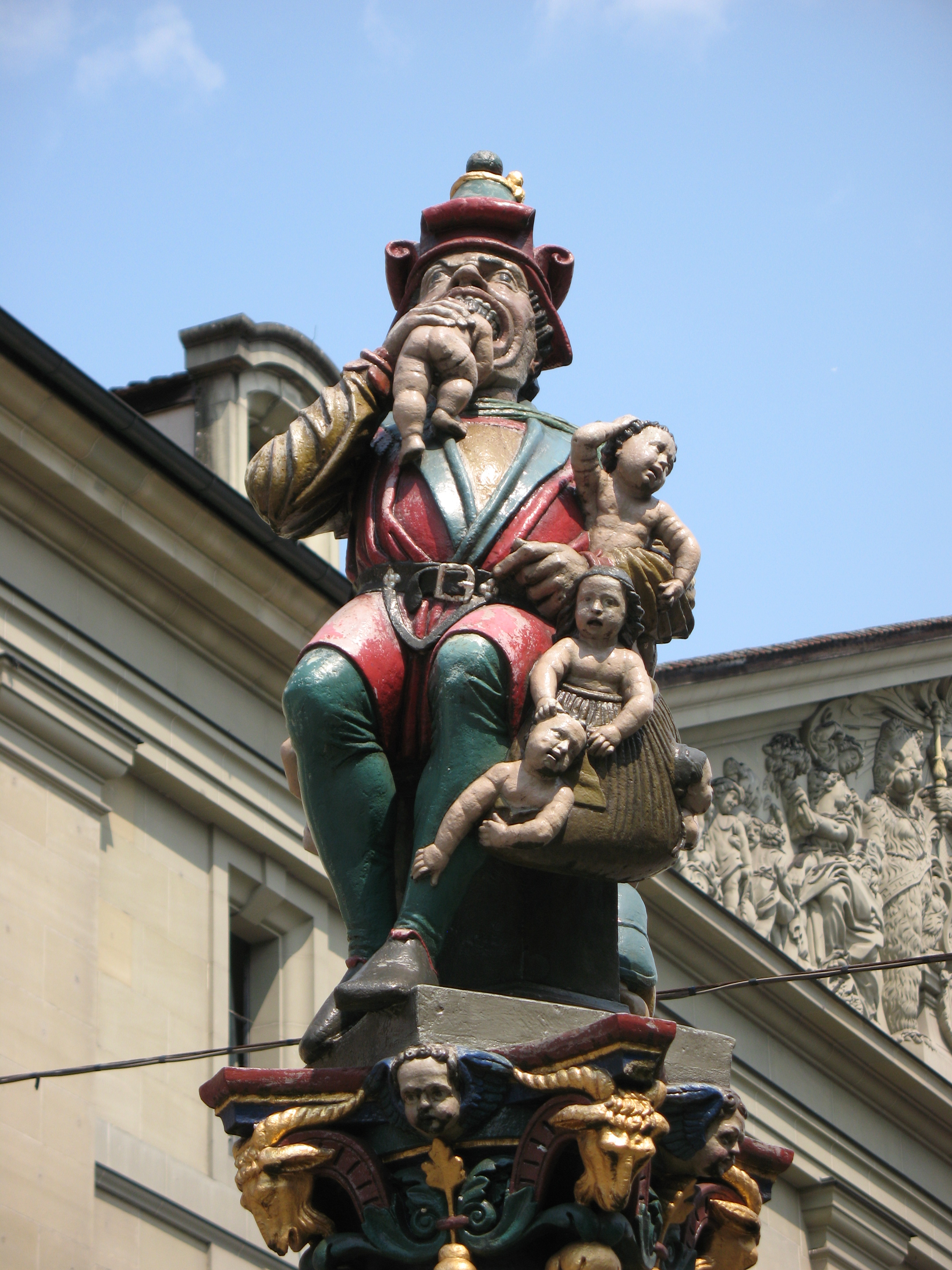
El ogro tiene un saco de niños que van a ser devorados.
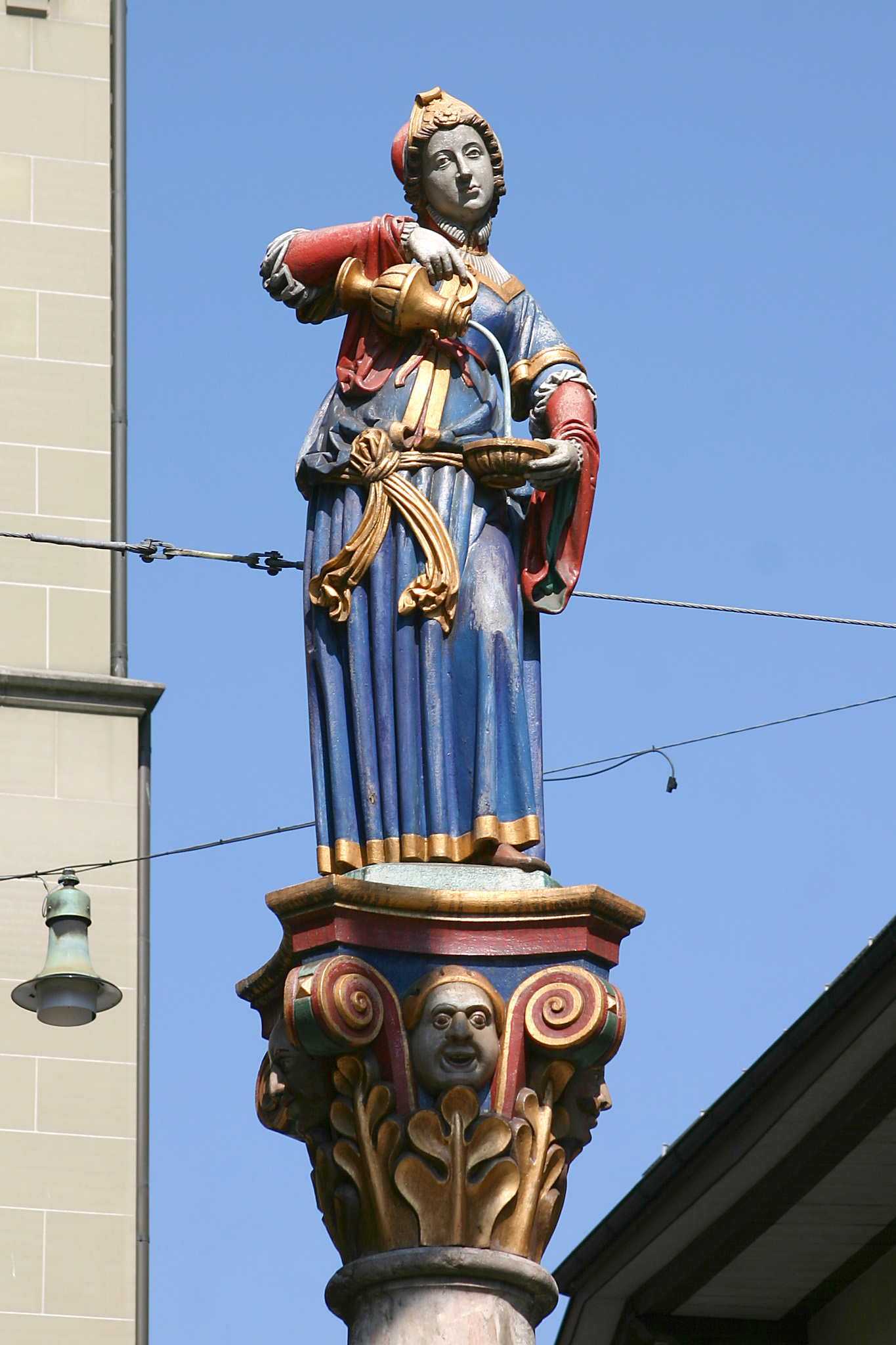
Estatua de Anna Seiler, fundadora del Hospital de Berna en 1354.